# 肖恩·巴克
沙恩·巴卡（英語：Shaun Barker，1982年9月19日—）出生於英格蘭東米德蘭茲諾丁漢郡的民政教區特劳尔（Trowell），是一名已退役足球運動員，司職後衛。

## 生平
打比郡
2010/11年球季展開前巴卡獲委為球隊的副隊長，於季初伙拍（Dean Leacock）成為打比郡的首選中路守將。於球隊的第9場賽事取得季內首個入球，對米杜士堡在上半場完場前為己隊扳平，最終打比郡以3-1獲勝。2010年12月14日巴卡與打比郡續約留隊至2014年7月。雖然打比郡再次在聯賽榜中下游掙扎，巴卡整季僅因停賽缺席1場外，出席球隊的所有賽事，直到2011年复活节星期一球隊確保護級成功後，巴卡才於4月28日進行手術治理忍耐多時的膝蓋傷患，提早兩輪結束球季。手術後巴卡表示希望來季傷愈復出，並透露去季因滕傷無法進行正常操練影響狀態，需要倚賴止痛藥才可以繼續上陣。他於羅比·沙維治退役後獲領隊尼祖·哥洛夫委任接替擔任隊長。
2011年7月20日巴卡透露未能趕及於新球季展開時復出，他一再延期重返球場，直至11月16日才在對錫菲聯的預備隊賽事上陣45分鐘。
2012年3月14日，一天前於主場對諾定咸森林的聯賽中受傷的巴卡證實右膝蓋骨脫臼，餘下賽季都不能上場。
2012年3月22日，受傷的巴卡估計要養傷12個月，但有信心不影響其職業球員生涯。
2012年4月5日，受傷的球會隊長巴卡於一星期前做手術醫治右膝外同時一併醫治韌帶受傷，康復期估計要16個月。
2013年11月6日，嚴重受傷的巴卡目前開始做一些輕量運動，但仍未有確實復出時間。另外巴卡將會於11月10日前往美國費城接受運動康復専家醫治，行程約兩星期。

## 榮譽

### 球會
黑池
- 英格蘭足球甲級聯賽附加賽冠軍：2006/07年（升班英冠）；

### 個人
洛達咸
- 年度最佳青年球員：2002/03年；

黑池
- 年度最佳球員：2006/07年；

打比郡
- 年度最佳球員：2009/10年；

## 外部連結
- 打比郡官網簡歷
- 足球数据库：沙恩·巴卡的球员统计数据

| 體育角色       | 體育角色                       | 體育角色    |
| -------------- | ------------------------------ | ----------- |
| 前任：         | 打比郡隊長 2011–               | 繼任： 現任 |
| 奖项与成就     |                                |             |
| 前任： 洛·侯斯 | 打比郡年度最佳球員 2009–2010年 | 繼任：      |